# Шевченко, Вячеслав Алексеевич
Вячеслав Алексеевич Шевченко (9 июня 1953 — 25 марта 2004, Пейя, Пафос, Республика Кипр) — российский политический деятель, депутат Государственной Думы ФС РФ второго созыва (1995—1999).

## Биография
Закончил Ленинградский механический институт по специальности инженер-механик.
С 80-х годов был генеральным директором научно-исследовательского экспериментального предприятия «Росвуздизайн».
В 1991 году создал бизнес-клуб при гостинице «Пулковская», где регулярно проходили встречи петербургских криминальных авторитетов и связанных с ними предпринимателей. В 1993 году проходил вместе с братом по делу о хищении государственного имущества, дело было прекращено по амнистии, объявленной Госдумой.
Активно занимался бизнесом вместе с племянником Анатолия Собчака Александром Собчаком, против которого впоследствии было возбуждено уголовное дело в обвинении в убийстве двух проституток, и который, вероятно, был убит. По предварительным данным, Собчака задушили в казино «Колыма» после конфликта с Глущенко.

### Депутат государственной думы
Баллотировался в Государственную думу 2 созыва от ЛДПР (номер 1 по Санкт-Петербургу). Избран, стал заместителем председателя комитета Государственной Думы по туризму и спорту.
В 1998 году Шевченко через суд добился отмены амнистии, и дело вернулось к тому же следователю, который закрыл дело согласно принятому Государственной Думой новому Уголовному кодексу.
В 2000 году, как только депутатские полномочия Шевченко истекли, был объявлен в федеральный розыск по обвинению в вымогательстве.
В 2004 году вместе с деловым партнёром Зориным и секретарем Третьяковой был убит на Кипре. На похоронах Шевченко в Петербурге присутствовал лидер Тамбовской ОПГ Владимир Барсуков (Кумарин). В убийстве Шевченко обвинен его деловой партнёр и коллега по Думе Михаил Иванович Глущенко.